# HD 39417
HD 39417，又名BD+20 1156，SAO 77680、HR 2038，是一颗恒星，视星等为6.71，位于銀經188.31，銀緯-2.94，其B1900.0坐标为赤經5h 47m 22.3s，赤緯+20° -2.94′ 33″。